# Nolina robusta
El soyate (Nolina robusta) es una planta con aspecto de una palmera. Nolina es el nombre genérico otorgado en honor del botánico francés Abbé P. C. Nolin. El nombre común soyate, es derivado de la palabra náhuatl “zoyatl”, que significa palmar, de la cual se forma el aztequismo “soyate”, que alude a las hojas de la planta. Es endémica de México.

## Descripción
Es una planta dioica,  arborescente de  2.5  a  7  m  de  alto,  puede  llegar a  ser  masivas,  tienen la forma de cono invertido,  con  1  a  2  ramas  con  rosetas foliares  terminales  de  hasta  1  m  de diámetro,  follaje  caducifolio  a  lo  largo  de  toda  la  rama  o  del  tallo,  hojas  viejas comprimidas en dirección al eje del tallo.
Las hojas son largas y estrechas,  de 70 a 130 cm  de  largo por 2 a 3 cm  de ancho, con  las bases triangulares de  5 a 13  cm de  largo  por  9  a  11.5  cm  de  ancho  en  la  parte  inferior  y  2.5  a  3.5  cm  de  ancho  en  la superior,  márgenes  de  hoja  microdenticulados  con  los  dientecillos  translúcidos  a  amarillentos  y  de color marrón con la edad, simples o a veces provistos de 3 pequeños cúspides, orientados indistintamente hacia el ápice  o a  la  base  de  la  hoja,  ápice  desintegrándose  y  a  veces  quedando  en  forma  de  fibras.
Produce inflorescencias paniculadas, de hasta 2.5 m de alto con ramas de hasta 32 cm de largo, erectas a casi adpresas al tallo, las más grandes con hasta 6 ramillas en la base (3 de 15 cm y 3 de 6 cm de largo aproximadamente), llevando en la base brácteas largamente triangulares a largamente estrechas de  hasta 30 cm  de  largo  en  las ramas  mayores  con ápices curveados,  ramillas  erectas o con ondulaciones irregulares,  delgadas,  las  basales  de  hasta  12  cm  de  largo  en  las  ramas mayores,  de  hasta  1  cm  en  las  apicales, flores  con  2  bractéolas,  la  mayor  de 2.5  a  3.5  mm  de  largo  y  la  menor  de  1.5  a  2  mm  de  largo; flores estaminadas  2  por  nudo  sobre pedicelos  de  3  a  4  mm  de  largo,  tépalos lanceolados, de 3 a 3.5 mm de largo por 1.5 a 2 mm de ancho, de color crema, anteras amarillas, de  1.5  a  2  mm  de  largo, flores pistiladas 2 a 4 por nudo, lanceolados, de 2 a 2.5 mm de largo  por 1.5  mm  de  ancho,  de  color  blanco  a  crema.
Los frutos son globulares, sobre pedicelos de 6 a 8 mm de largo,  de  0.8  a  0.9  cm  de  largo  por  1  a  1.1  cm  de  ancho,  con  3  lóbulos,  hendidura  apical  de hasta  3  mm  de  profundidad,  tépalos  persistentes  con  un  callo  en  la  base;  semilla  1  por  lóculo, fusiforme, de 3 mm de largo por  2 mm de ancho, testa de color marrón rojizo. Presenta  flores  de  marzo  a  mayo  y  frutos  de  mayo  a  julio.
Esta planta se diferencia de las demás especies de Nolina,  por su tamaño ya que puede alcanzar hasta 7 m de altura, con hojas con ápices fibrosos erectos y triturados, inflorescencia de hasta 2.5 m de largo, erecta a reprimida a ramas, flores estaminadas de 2 a 2.5 mm de diámetro en pedicelos de 3 a 4 mm de largo articulados en el medio.

## Distribución y hábitat
El género Nolina sp está compuesto  de 21 a 30 especies, todas presentes en México. Su distribución abarca desde los Estados Unidos hasta Centroamérica. Nolina robusta es endémica y se distribuye,  en  los  Estados  de  Guanajuato,  San  Luis  Potosí  y Querétaro en México. Se ha encontrado  en  la  Sierra  Madre  Oriental  y  en  la  Sierra  del  Doctor  en  el  noreste  y centro  de  Querétaro,  y  en  el  suroeste  de  San  Luis  Potosí.  Crece y se desarrolla en  matorrales  rosetófilos  y  en  bosques  de encino  y  de  coníferas,  sobre  suelos  derivados  de  calizas. En  altitudes  entre  los  2000  y  3000  m s. n. m.

## Estado de conservación
Es una especie  de reciente registro (2019), que no se encuentra bajo ninguna categoría de protección  en México de acuerdo a la NOM-059- ECOL- SEMARNAT- 2010. Se considera como vulnerable (VU) por la lista roja de la IUCN. Sin embargo,  esta  especie  tiene  una distribución restringida, por lo que podría ser una especie en riesgo para su conservación.